# ハロー (アデルの曲)
「ハロー」（Hello）は、2015年10月22日に発売されたアデルのシングル。発売元はXL Recordings（Beggars Group）。
「ハロー」は、「サムワン・ライク・ユー」に続いてイギリスを含めて、チャート入りしたほぼ全ての国で首位を獲得し、この3年で最も高い初動売上を記録した。アメリカではBillboard Hot 100で初登場首位を記録し、彼女にとって4枚目の1位獲得シングルとなった。また、1週間で100万回を超えるデジタル販売を記録した最初の曲になるなど、いくつの記録を作った。2015年末までには、世界中で1,230万枚（セット販売とトラック相当販売の合計）が発売され、同年の7番目のベストセラー・シングルとなった。
付随するミュージック・ビデオは、グザヴィエ・ドランが監督し、アデルとトリスタン・ワイルズが共演している。この曲のミュージック・ビデオは、VEVOで公開された。24時間以内で2770万回の再生回数を記録し、テイラー・スウィフトの「バッド・ブラッド」が保持していた24時間以内で最も視聴されたVEVOのミュージック・ビデオの記録を更新。更にVEVOにおいて最速で再生回数1億回を記録し、マイリー・サイラスの「レッキング・ボール」が持っていた記録を更新した。また、YouTubeにおいて最速で10億回を記録したミュージックビデオでもある。ミュージック・ビデオは、2016 MTV Video Music Awardsの年間賞、女性賞を含む7部門の候補になった。
2017年に行われた第59回グラミー賞では、主要部門の「最優秀レコード賞」と「最優秀楽曲賞」のほか、「最優秀ポップ・ソロ・パフォーマンス賞」を受賞した。

## 収録曲
1. Hello [4:55]
Produced by Greg Kurstin
(作詞・作曲：Adele Adkins, Greg Kurstin)
  - Adeleは「この楽曲は家に居たいということ、自分自身を含め私が傷つけた全てに手を差し伸べ、謝りたいという気持ちを書いているの」と話している[28]。ミュージック・ビデオはグザヴィエ・ドランが担当[29]。

## クレジット
- Adele Adkins：ヴォーカル、ドラム
- Greg Kurstin：ギター、ベース、ドラム、ピアノ、パーカッション
- Emile Haynie：追加の伴奏
- Greg Kurstin, Alex Pasco, Julian Burg, Liam Nolan：エンジニア
- Tom Elmhirst：ミキシング
- Joe Visciano：アシスト
- Randy Merrill, Tom Coyne (at Sterling Sound, NYC)：マスタリング
- 録音：Metropolis Studios, London
- ミックス：Capitol Studios, Los Angeles & Electric Lady Studios, New York

## 受賞・ノミネート
| 年     | 音楽賞                                 | 賞                                           | 結果       |
| ------ | -------------------------------------- | -------------------------------------------- | ---------- |
| 2016年 | ビルボード・ミュージック・アワード2016 | 最優秀Hot100ソング賞                         | ノミネート |
| 2016年 | ビルボード・ミュージック・アワード2016 | 最優秀売り上げ楽曲賞                         | 受賞       |
| 2016年 | ビルボード・ミュージック・アワード2016 | 最優秀ラジオ・ソング賞                       | ノミネート |
| 2016年 | ブリット・アワード2016                 | 最優秀ブリティッシュ・シングル賞             | 受賞       |
| 2016年 | ブリット・アワード2016                 | 最優秀ブリティッシュ・ミュージック・ビデオ賞 | ノミネート |
| 2016年 | BBCミュージック・アワード2016          | 最優秀楽曲賞                                 | 受賞       |
| 2016年 | エコー賞                               | 年間ヒット賞                                 | ノミネート |
| 2016年 | アメリカン・ミュージック・アワード2016 | 最優秀ポップ/ロック・ソング賞                | ノミネート |
| 2016年 | iHeartRadio・ミュージック・アワード    | 最優秀楽曲賞                                 | 受賞       |
| 2016年 | iHeartRadio・ミュージック・アワード    | 最優秀作詞賞                                 | ノミネート |
| 2016年 | ジュノー賞                             | 最優秀ビデオ賞                               | 受賞       |
| 2016年 | 2016・ティーン・チョイス・アワード     | 女性アーティスト楽曲部門                     | ノミネート |
| 2016年 | MTV Video Music Awards                 | 最優秀ビデオ賞                               | ノミネート |
| 2016年 | MTV Video Music Awards                 | 最優秀ビデオ賞・女性部門                     | ノミネート |
| 2016年 | MTV Video Music Awards                 | 最優秀ポップビデオ賞                         | ノミネート |
| 2016年 | MTV Video Music Awards                 | 最優秀ディレクション賞                       | ノミネート |
| 2016年 | MTV Video Music Awards                 | 最優秀アート・ディレクション賞               | ノミネート |
| 2016年 | MTV Video Music Awards                 | 最優秀シネマトグラフィー賞                   | ノミネート |
| 2016年 | MTV Video Music Awards                 | 最優秀編集賞                                 | ノミネート |
| 2017年 | 第59回グラミー賞                       | 最優秀レコード賞                             | 受賞       |
| 2017年 | 第59回グラミー賞                       | 最優秀楽曲賞                                 | 受賞       |
| 2017年 | 第59回グラミー賞                       | 最優秀ポップ・ソロ・パフォーマンス賞         | 受賞       |